# Brian Brinkley
Brian Brinkley (n. 28 decembrie 1953, Bedford, Anglia, Regatul Unit) este un înotător ce a reprezentat Regatul Unit al Marii Britanii și al Irlandei de Nord, medaliat olimpic. A participat la 2 ediții ale Jocurilor Olimpice (1972, 1976) în care a câștigat o medalie de bronz.